# Nicolasa Jurado
Nicolasa Jurado (Loja, Ecuador) fue una libertaria ecuatoriana que participó en batallas independentistas en Ecuador y Perú.

## Trayectoria
Jurado fue una mujer lojana que, junto con Inés María Jiménez, Gertrudis Esparza y Rosa Robalino, se inscribieron para luchar en las tropas del ejército de independencia del Ecuador. Se disfrazaron de hombres y asumieron una identidad masculina para poder combatir, debido a que, en 1817 y 1819, los generales Francisco Santander y Pablo Morillo prohibieron que las mujeres marchasen con las tropas.
El nombre de lucha de Jurado fue Manuel, bajo el que participó en la Campaña de Babahoyo el 21 de agosto de 1821, en la Batalla de Pichincha, el 24 de mayo de 1822, y en la Batalla de Ayacucho el 9 de diciembre de 1824. Fue herida de gravedad en la Batalla de Pichincha, por lo que se descubrió su identidad, y el General Antonio José de Sucre la ascendió a sargento. Fue cuidada por las Damas de Quito, y después de curar sus heridas, regresó a Loja. Siguió combatiendo bajo el nombre de Manuel y acompañó a Sucre hasta la Batalla de Ayacucho.

## Reconocimientos
- El General Antonio José de Sucre la ascendió al cargo de sargento tras descubrir su identidad femenina.[5]
- Una calle del Distrito Metropolitano de Quito fue nombrada en su memoria.[8]